# Edward Holcroft
Edward Holcroft (Londres, 23 de junio de 1987) es un actor británico, de cine, teatro y televisión. Es conocido por interpretar a Charlie Hesketh en la franquicia de películas Kingsman (The Secret Service y The Golden Circle).

## Biografía
Holcroft, segundo de tres hermanos, hijo del soldado y banquero Patrick Holcroft, y de Kathleen "Annie" Holcroft (Roberts), editora en Condé Nast. Su hermano mayor, Oliver Holcroft, es un soldado que sirvió para el regimiento Grenadier Guards en Afganistán. Edward fue enviado a un internado a la edad de 8 años, primero asistiendo a una escuela preparatoria en Summer Fields School en Oxford y luego Ampleforth College en North Yorkshire, donde apareció por primera vez en producciones escolares. Inicialmente quiso convertirse en músico después de tocar la batería, pero cambió a la interpretación tras aparecer en una obra de teatro en Oxford Brookes University. Realizó estudios de postgrado en actuación en el Instituto de Estudios Drama Centre London, graduándose en 2012.
Holcroft es conocido por su papel de Charlie Hesketh en la película Kingsman: The Secret Service y su secuela Kingsman: The Golden Circle, como Jorge Bolena en la serie británicaWolf Hall y como Alex Turner en la serie London Spy. En 2017, aparece la miniserie histórica Gunpowder de la BBC, y en Alias Grace de la plataforma Netflix y la CBC.

## Filmografía

### Cine
| Año  | Título                       | Papel                     |
| ---- | ---------------------------- | ------------------------- |
| 2014 | Vampire Academy              | Aaron                     |
| 2014 | Kingsman: The Secret Service | Charles "Charlie" Hesketh |
| 2015 | Lady Chatterley's Lover      | Duncan Forbes             |
| 2017 | The Sense of an Ending       | Jack Ford                 |
| 2017 | Kingsman: The Golden Circle  | Charles "Charlie" Hesketh |

### Televisión
| Año  | Título           | Papel             |
| ---- | ---------------- | ----------------- |
| 2015 | Wolf Hall        | George Boleyn     |
| 2015 | London Spy       | Joe/Alex/Alistair |
| 2017 | Alias Grace      | Dr. Simon Jordan  |
| 2017 | Gunpowder        | Thomas Wintour    |
| 2020 | The English Game | Arthur Kinnaird   |

### Teatro
| Año       | Título                              | Papel                | Director           | Compañía/Evento                               |
| --------- | ----------------------------------- | -------------------- | ------------------ | --------------------------------------------- |
| 2005      | All's Well That Ends As You Like It | Huntsmen             | Alistair Blackwell | TTProductions/Edinburgh Fringe                |
| 2005      | Romeo & Juliet                      | Tybalt               | -                  | Ampleforth College/Ampleforth College Theatre |
| 2009      | According To...                     | John Mark            | David Ralf         | Half Full Theatre/OUDS/Burton Taylor Studio   |
| 2009      | Knuckle                             | Curly Delafield      | Cicely Hadman      | Trinity Players/OUDS/Moser theatre            |
| 2010      | Henry IV, Part 1                    | Hotspur              | Simon Tavener      | Oxford Triptyich/OUDS/Old Fire Station        |
| 2010      | Time to Kill                        | Joshua               | Stuart Watson      | Putney Theatre Company/Putney Arts Theatre    |
| 2011      | Romeo & Juliet                      | Romeo                | Rebecca Smith      | Sedos Theatre Company/Bridewell Theatre       |
| 2015-2016 | Les Liaisons Dangereuses            | Le Chevalier Danceny | Josie Rourke       | Donmar Warehouse                              |